# Italia ai Giochi del Mediterraneo nell'atletica leggera
La Nazionale di atletica leggera dell'Italia ha partecipato a 18 edizioni dei Giochi del Mediterraneo (non essendosi presentata a Beirut 1959) fino al 2022. Ha ottenuto 465 podii (280 gli uomini e 185 le donne), conquistando il successo in 180 occasioni (116 gli uomini e 64 le donne). Le donne hanno cominciato a disputare le competizioni di atletica a partire da Tunisi 1967.

## Bilancio complessivo
| Oro    | Argento | Bronzo                 | Tot.       | Oro | Argento | Bronzo | Tot. | Oro | Argento | Bronzo | Tot. |     |     |     |     |
| I      | 1951    | Alessandria d'Egitto   | Egitto     | 6   | 4       | 2      | 12   | -   | -       | -      | -    | 6   | 4   | 2   | 12  |
| II     | 1955    | Barcellona             | Spagna     | 9   | 3       | 5      | 17   | -   | -       | -      | -    | 9   | 3   | 5   | 17  |
| III    | 1959    | Beirut                 | Libano     | -   | -       | -      | -    | -   | -       | -      | -    | -   | -   | -   | -   |
| IV     | 1963    | Napoli                 | Italia     | 8   | 5       | 6      | 19   | -   | -       | -      | -    | 8   | 5   | 6   | 19  |
| V      | 1967    | Tunisi                 | Tunisia    | 12  | 5       | 3      | 20   | 2   | 1       | 3      | 6    | 14  | 6   | 6   | 26  |
| VI     | 1971    | Smirne                 | Turchia    | 9   | 5       | 2      | 16   | 3   | 6       | 0      | 9    | 12  | 11  | 2   | 25  |
| VII    | 1975    | Algeri                 | Algeria    | 6   | 5       | 5      | 16   | 4   | 5       | 1      | 10   | 10  | 10  | 6   | 26  |
| VIII   | 1979    | Spalato                | Jugoslavia | 8   | 6       | 4      | 18   | 5   | 6       | 4      | 15   | 13  | 12  | 8   | 33  |
| IX     | 1983    | Casablanca             | Marocco    | 7   | 6       | 7      | 20   | 3   | 5       | 5      | 13   | 10  | 11  | 12  | 33  |
| X      | 1987    | Latakia                | Siria      | 11  | 4       | 4      | 19   | 6   | 6       | 4      | 16   | 17  | 10  | 8   | 35  |
| XI     | 1991    | Atene                  | Grecia     | 8   | 11      | 7      | 26   | 3   | 6       | 3      | 12   | 11  | 17  | 10  | 38  |
| XII    | 1993    | Linguadoca-Rossiglione | Francia    | 3   | 3       | 3      | 9    | 3   | 2       | 2      | 7    | 6   | 5   | 5   | 16  |
| XIII   | 1997    | Bari                   | Italia     | 6   | 9       | 6      | 21   | 6   | 4       | 5      | 15   | 12  | 13  | 11  | 36  |
| XIV    | 2001    | Tunisi                 | Tunisia    | 6   | 6       | 4      | 16   | 3   | 8       | 3      | 14   | 9   | 14  | 7   | 30  |
| XV     | 2005    | Almería                | Spagna     | 2   | 4       | 3      | 9    | 5   | 4       | 4      | 13   | 7   | 8   | 7   | 22  |
| XVI    | 2009    | Pescara                | Italia     | 4   | 4       | 2      | 10   | 7   | 7       | 5      | 19   | 11  | 11  | 7   | 29  |
| XVII   | 2013    | Mersin                 | Turchia    | 6   | 1       | 5      | 12   | 7   | 4       | 4      | 15   | 13  | 5   | 9   | 27  |
| XVIII  | 2018    | Tarragona              | Spagna     | 4   | 3       | 5      | 12   | 3   | 5       | 3      | 11   | 7   | 8   | 8   | 23  |
| XIX    | 2022    | Orano                  | Algeria    | 1   | 3       | 4      | 8    | 4   | 3       | 3      | 10   | 5   | 6   | 7   | 18  |
| Totale | Totale  | Totale                 | Totale     | 116 | 87      | 77     | 280  | 64  | 72      | 49     | 185  | 180 | 159 | 126 | 465 |

## Vittorie uomini (116)
| Edizione                    | Atleti vincitori                                                                                  | Tot. |
| --------------------------- | ------------------------------------------------------------------------------------------------- | ---- |
| Alessandria d'Egitto 1951   | 4x100, Dordoni, Filiput, Siddi, Taddia, Tosi                                                      | 6    |
| Barcellona 1955             | 4x100, Gnocchi (2), Chiesa G., Consolini, Dordoni, Pamich, Taddia, Ulivelli                       | 9    |
| Beirut 1959                 | -                                                                                                 | 0    |
| Napoli 1963                 | 4x100, Berruti, Bianchi, Bogliatto, Frinolli, Lievore, Meconi, Pamich                             | 8    |
| Tunisi 1967                 | 4x100, 4x400, Ambu, Bello, Cornacchia, De Vito, Finelli, Giani, Radman, Scatena, Simeon, Visini   | 12   |
| İzmir 1971                  | 4x100, 4x400, Bassi, Busca, Cramerotti, Mennea, Pamich, Schivo, Simeon                            | 9    |
| Algeri 1975                 | Mennea (2), De Vincentiis, Ferrari, Fraquelli, Zambaldo                                           | 6    |
| Spalato 1979                | 4x100, Caravani, De Vincentiis, Di Giorgio, Mennea, Scartezzini, Urlando, Zarcone                 | 8    |
| Casablanca 1983             | 4x100, Cova, Damilano, Ghesini, Mennea, Pavoni, Urlando                                           | 7    |
| Latakia 1987                | 4x100, 4x400, Tilli (2), Damilano, Lambruschini, Martino, Ogliar Badessi, Rossi, Serrani, Stecchi | 11   |
| Atene 1991                  | 4x100, 4x400, Andrei, Damilano, Di Napoli, Madonia, Tilli, Zerbini                                | 8    |
| Linguadoca-Rossiglione 1993 | Dal Soglio, Milesi, Zerbini                                                                       | 3    |
| Bari 1997                   | 4x100, Andrei, Camossi, D'Urso, De Benedictis, Puggioni                                           | 6    |
| Tunisi 2001                 | 4x100, Chiesa S., Donato, Fortuna, Giannini, Vizzoni                                              | 6    |
| Almería 2005                | 4x100, Carabelli                                                                                  | 2    |
| Pescara 2009                | 4x100, Brugnatti, Schembri, Vizzoni                                                               | 4    |
| Mersin 2013                 | 4x100, 4x400, Galvan, Gibilisco, Greco, Pertile                                                   | 6    |
| Tarragona 2018              | 4x100, 4x400, Perini, Re                                                                          | 4    |
| Orano 2022                  | 4x100                                                                                             | 1    |

## Vittorie donne (64)
| Edizione                    | Atleti vincitori                                           | Tot. |
| --------------------------- | ---------------------------------------------------------- | ---- |
| Tunisi 1967                 | Panerai, Trio                                              | 2    |
| İzmir 1971                  | 4x100, Grottini, Molinari                                  | 3    |
| Algeri 1975                 | Pigni (2), Bottiglieri, Simeoni                            | 4    |
| Spalato 1979                | Dorio, Gargano, Masullo, Scaglia, Simeoni                  | 5    |
| Casablanca 1983             | 4x400, Possamai (2)                                        | 3    |
| Latakia 1987                | 4x400, Capriotti, Lombardo, Maffeis, Marello, Masullo      | 6    |
| Atene 1991                  | Brunet, Maffeis, Masullo                                   | 3    |
| Linguadoca-Rossiglione 1993 | Maffeis (2), Tauceri                                       | 3    |
| Bari 1997                   | 4x400, Bevilacqua, Brunet, De Angeli, Perrone, Rosolen     | 6    |
| Tunisi 2001                 | Alfridi, Coslovich, Legnante                               | 3    |
| Almería 2005                | Balassini, Ceccarelli, Checchi, May, Rigaudo               | 5    |
| Pescara 2009                | Cusma (2), Di Martino, Grenot, Incerti, Salis, Vicenzino   | 7    |
| Mersin 2013                 | 4x100, 4x400, Bazzoni, Caravelli, Draisci, Giorgi, Straneo | 7    |
| Tarragona 2018              | 4x400, Dossena, Pedroso                                    | 3    |
| Orano 2022                  | 4x100, 4x400, Sartori, Epis                                | 4    |

## Dettaglio podi

### Uomini
- Alessandria d'Egitto 1951: Antonio Siddi  (200 m), Armando Filiput  (400 m ostacoli), Giuseppe Dordoni  (10 km marcia), Giuseppe Tosi  (disco), Teseo Taddia  (martello), Wolfango Montanari  (4x100 m), Franco Leccese  (4x100 m), Antonio Siddi  (4x100 m), Mauro Frizzoni  (4x100 m), Mauro Frizzoni  (100 m), Antonio Siddi  (400 m), Angiolo Profeti  (peso), Lorenzo Vecchiutti  (decathlon), Wolfango Montanari  (100 m),  Wolfango Montanari  (200 m)
- Barcellona 1955: Luigi Gnocchi  (100 m), Luigi Gnocchi  (200 m), Giuseppe Dordoni  (10 km marcia), Abdon Pamich  (50 km marcia), Giulio Chiesa  (asta), Luigi Ulivelli  (lungo), Adolfo Consolini  (disco), Teseo Taddia  (martello), Sergio D'Asnasch  (4x100 m), Giovanni Ghiselli  (4x100 m), Luigi Gnocchi  (4x100 m), Wolfango Montanari  (4x100 m), Vincenzo Lombardo  (200 m),  Francesco Ziggiotti  (giavellotto), Luigi Grossi   (4x400 m), Vincenzo Lombardo  (4x400 m), Mario Paoletti  (4x400 m), Baldassare Porto  (4x400 m), Sergio D'Asnasch  (100 m), Wolfango Montanari  (200 m), Vincenzo Lombardo  (400 m), Armando Filiput  (400 m ostacoli), Silvano Meconi  (peso)
- Beirut 1959: Italia assente nell'Atletica Leggera
- Napoli 1963: Livio Berruti  (200 m), Francesco Bianchi  (800 m), Roberto Frinolli  (400 m ostacoli), Abdon Pamich  (50 km marcia), Mauro Bogliatto  (alto), Silvano Meconi  (peso), Carlo Lievore  (giavellotto), Livio Berruti  (4x100 m), Pasquale Giannattasio  (4x100 m), Sergio Ottolina  (4x100 m), Armando Sardi  (4x100 m), Livio Berruti  (100 m), Armando Sardi  (200 m), Francesco Putti  (maratona), Giuseppe Gentile  (triplo), Gaetano Dalla Pria  (disco), Sergio Ottolina  (200 m), Giorgio Mazza  (110 m ostacoli), Gianni Corsaro  (50 km marcia), Franco Grossi  (disco), Vanni Rodeghiero  (giavellotto), Ennio Boschini  (martello)
- Tunisi 1967: Ippolito Giani  (200 m), Sergio Bello  (400 m), Renzo Finelli  (1500 m), Antonio Ambu  (maratona), Giovanni Cornacchia  (110 m ostacoli), Alessandro Scatena   (400 m ostacoli), Nicola De Vito  (20 km marcia), Vittorio Visini  (50 km marcia), Silvano Simeon  (disco), Franco Radman  (giavellotto), Ippolito Giani  (4x100 m), Ennio Preatoni  (4x100 m), Pasquale Giannattasio  (4x100 m), Carlo Laverda  (4x100 m), Sergio Bello   (4x400 m), Furio Fusi  (4x400 m), Sergio Ottolina  (4x400 m), Giacomo Puosi  (4x400 m), Pasquale Giannattasio  (100 m), Livio Berruti  (200 m), Sergio Liani  (110 m ostacoli), Renato Dionisi  (asta), Giuseppe Gentile  (triplo), Ennio Preatoni  (100 m), Giuseppe Cindolo  (5000 m), Gilberto Ferrini  (disco)
- Smirne 1971: Pietro Mennea  (200 m), Gian Battista Bassi  (maratona), Pascale Busca  (20 km marcia), Abdon Pamich  (50 km marcia), Gian Marco Schivo  (alto), Silvano Simeon  (disco), Renzo Cramerotti  (giavellotto), Ennio Preatoni  (4x100 m), Pasqualino Abeti  (4x100 m), Vincenzo Guerini  (4x100 m), Pietro Mennea  (4x100 m), Sergio Bello   (4x400 m), Daniele Giovanardi  (4x400 m), Lorenzo Cellerino  (4x400 m), Giacomo Puosi  (4x400 m), Giacomo Puosi  (400 m), Franco Arese  (1500 m),  Sergio Liani  (110 m ostacoli), Vittorio Visini  (50 km marcia), Mario Vecchiato  (martello), Giuseppe Cindolo  (10000 m), Umberto Risi  (3000 m siepi)
- Algeri 1975: Pietro Mennea  (100 m), Pietro Mennea  (200 m), Armando Zambaldo  (20 km marcia), Giordano Ferrari  (alto), Silvio Fraquelli  (asta), Armando De Vincentiis  (disco), Paolo Accaputo  (maratona), Enzo Dal Forno  (alto), Silvano Simeon  (disco), Faustino De Boni  (martello), Pasqualino Abeti  (4x100 m), Luigi Benedetti  (4x100 m), Luciano Caravani  (4x100 m), Pietro Mennea  (4x100 m), Pasqualino Abeti  (200 m), Franco Fava  (3000 m siepi), Vittorio Visini  (20 km marcia), Renato Dionisi  (asta), Giorgio Ballati   (4x400 m), Flavio Borghi  (4x400 m), Alfonso Di Guida  (4x400 m), Bruno Magnani  (4x400 m)
- Spalato 1979: Pietro Mennea  (100 m), Luciano Caravani  (200 m), Luigi Zarcone  (5000 m), Mariano Scartezzini  (3000 m siepi), Massimo Di Giorgio  (alto), Armando De Vincentiis  (disco),  Giampaolo Urlando   (martello), Giovanni Grazioli  (4x100 m), Gianfranco Lazzer  (4x100 m), Luciano Caravani  (4x100 m), Pietro Mennea  (4x100 m), Gianfranco Lazzer  (100 m), Luigi Zarcone  (10000 m), Marco Marchei  (maratona), Giuseppe Buttari  (110 m ostacoli), Oscar Raise  (alto), Edoardo Podberscek  (martello), Fulvio Zorn  (400 m ostacoli), Carlo Mattioli  (20 km marcia), Alfonso Di Guida  (4x400 m), Flavio Borghi  (4x400 m), Stefano Malinverni  (4x400 m), Roberto Tozzi  (4x400 m), Silvano Simeon  (disco)
- Casablanca 1983: Pierfrancesco Pavoni  (100 m), Pietro Mennea  (200 m), Alberto Cova  (5000 m), Giampaolo Urlando  (martello), Agostino Ghesini  (giavellotto), Maurizio Damilano  (20 km marcia), Pierfrancesco Pavoni  (4x100 m), Carlo Simionato  (4x100 m), Stefano Tilli  (4x100 m), Pietro Mennea  (4x100 m), Venanzio Ortis  (10000 m), Dario Badinelli  (triplo), Alessandro Andrei  (peso), Orlando Bianchini  (martello), Hubert Indra  (decathlon), Roberto Ribaud  (4x400 m), Donato Sabia  (4x400 m), Mauro Zuliani  (4x400 m), Daniele D'Amico  (4x400 m), Stefano Tilli  (100 m), Carlo Simionato  (200 m), Daniele Fontecchio  (110 m ostacoli), Mauro Barella  (asta), Marco Piochi  (lungo), Marco Martino  (disco), Sergio Spagnulo  (20 km marcia)
- Latakia 1987: Stefano Tilli  (100 m), Stefano Tilli  (200 m), Enrico Ogliar Badessi  (maratona), Alessandro Lambruschini  (3000 siepi), Gianni Stecchi  (asta), Marco Martino  (disco), Lucio Serrani  (martello), Marco Rossi  (decathlon), Maurizio Damilano  (20 km marcia), Paolo Catalano  (4x100 m), Sandro Floris  (4x100 m), Ezio Madonia  (4x100 m), Stefano Tilli  (4x100 m), Andrea Montanari  (4x400 m), Marcello Pantone  (4x400 m), Vito Petrella  (4x400 m), Roberto Ribaud  (4x400 m), Ezio Madonia  (100 m), Gianni Tozzi  (110 m ostacoli), Luca Toso  (alto), Carlo Mattioli  (20 km marcia), Marcello Pantone  (400 m), Angelo Locci  (400 m ostacoli), Daniele Pagani  (alto), Giorgio Grassi  (asta)
- Atene 1991: Ezio Madonia  (100 m), Stefano Tilli  (200 m), Gennaro Di Napoli  (1500 m), Alessandro Andrei  (peso), Luciano Zerbini  (disco), Maurizio Damilano,  (20 km marcia), Mario Longo  (4x100 m), Carlo Simionato  (4x100 m), Sandro Floris  (4x100 m), Ezio Madonia  (4x100 m), Marco Vaccari  (4x400 m), Alessandro Aimar  (4x400 m), Fabio Grossi  (4x400 m), Andrea Nuti  (4x400 m), Fabio Grossi  (400 m), Francesco Bennici  (10000 m), Gianluigi Curreli  (maratona), Alessandro Lambruschini  (3000 m siepi), Fabrizio Mori  (400 m ostacoli), Luca Toso  (alto), Fausto Frigerio  (lungo), Luciano Zerbini  (peso), Marco Martino  (disco), Enrico Sgrulletti,  (martello), Fabio De Gaspari  (giavellotto), Sandro Floris  (200 m), Tonino Viali  (800 m), Fausto Frigerio  (110 m ostacoli), Mauro Maurizi  (400 m ostacoli), Fabrizio Borellini,  (alto), Marco Andreini,  (asta), Giovanni Evangelisti  (lungo)
- Linguadoca-Rossiglione 1993: Davide Milesi  (maratona), Paolo Dal Soglio  (peso), Luciano Zerbini  (disco), Giorgio Frinolli  (400 m ostacoli), Alessandro Andrei  (peso), Fabio De Gaspari  (giavellotto), Vincenzo Modica  (10000 m), Marco Toini  (maratona), Maurizio Federici  (4x400 m), Vito Petrella  (4x400 m), Gianrico Boncompagni  (4x400 m), Alessandro Aimar  (4x400 m)
- Bari 1997: Giovanni Puggioni  (200 m), Giuseppe D'Urso  (800 m), Paolo Camossi  (triplo), Alessandro Andrei  (peso), Giovanni De Benedictis  (20 km marcia), Nicola Asuni  (4x100 m), Giovanni Puggioni  (4x100 m), Angelo Cipolloni  (4x100 m), Sandro Floris  (4x100 m), Marco Vaccari  (400 m), Andrea Longo  (800 m), Giovanni Ruggiero  (maratona), Mauro Re  (110 m ostacoli), Laurent Ottoz  (400 m ostacoli), Corrado Fantini  (peso), Diego Fortuna  (disco), Beniamino Poserina  (decathlon), Michele Didoni  (20 km marcia), Giuseppe Maffei  (3000 m siepi), Emiliano Pizzoli  (110 m ostacoli), Andrea Giannini  (asta), Simone Sbrogio  (disco), Enrico Sgrulletti  (martello), Michele Grando  (4x400 m), Fabrizio Mori  (4x400 m), Walter Groff  (4x400 m), Ashraf Saber  (4x400 m)
- Tunisi 2001: Sergio Chiesa  (maratona), Andrea Giannini  (asta), Fabrizio Donato  (triplo), Diego Fortuna  (disco), Nicola Vizzoni  (martello), Maurizio Checcucci  (4x100 m), Marco Torrieri  (4x100 m), Francesco Scuderi  (4x100 m), Andrea Colombo  (4x100 m), Maurizio Checcucci  (100 m), Andrea Colombo  (200 m), Devis Favaro  (110 m ostacoli), Giulio Ciotti  (alto), Giuseppe Gibilisco  (asta), Paolo Dal Soglio  (peso), Laurent Ottoz  (400 m ostacoli), Nicola Trentin  (lungo), Paolo Casarsa  (decathlon), Alessandro Gandellini  (20 km marcia)
- Almeria 2005: Gianni Carabelli  (400 m ostacoli), Luca Verdecchia  (4x100 m), Alessandro Attene  (4x100 m), Massimiliano Donati  (4x100 m), Marco Torrieri  (4x100 m), Alessandro Attene  (200 m), Andrea Giaconi  (110 m ostacoli), Laurent Ottoz  (400 m ostacoli), Francesco Pignata  (giavellotto), Marco Torrieri  (100 m), Christian Obrist  (1500 m), Michele Didoni  (20 km marcia)
- Pescara 2009: Fabrizio Schembri  (triplo), Nicola Vizzoni  (martello), Ivano Brugnetti  (marcia 20 km), Maurizio Checcucci  (4x100 m), Simone Collio  (4x100 m), Emanuele Di Gregorio  (4x100 m), Fabio Cerutti  (4x100 m), Emanuele Di Gregorio  (100 m), Matteo Galvan  (200 m), Stefano La Rosa  (5000 m), Giorgio Rubino  (marcia 20 km), Fabio Cerutti  (100 m), Daniele Greco  (triplo)
- Mersin 2013: Matteo Galvan  (400 m), Daniele Greco  (triplo), Giuseppe Gibilisco  (asta), Ruggero Pertile  (mezza maratona), Simone Collio  (4x100 m), Davide Manenti  (4x100 m), Jacques Riparelli  (4x100 m), Michael Tumi  (4x100 m), Lorenzo Valentini  (4x400 m), Isalbet Juarez  (4x400 m), Michele Tricca  (4x400 m), Matteo Galvan  (4x400 m), Silvano Chesani  (alto), Michael Tumi  (100 m), Emanuele Catania  (lungo), Fabrizio Schembri  (triplo), Giorgio Piantella  (asta), Nicola Vizzoni  (martello)
- Tarragona 2018: Davide Re  (400 m), Lorenzo Perini  (110 m ostacoli), Federico Cattaneo  (4x100 m), Fausto Desalu  (4x100 m), Davide Manenti  (4x100 m), Filippo Tortu  (4x100 m), Giuseppe Leonardi  (4x400 m), Michele Tricca  (4x400 m), Matteo Galvan  (4x400 m), Davide Re  (4x400 m), Fausto Desalu  (200 m), Roberto Bertolini  (giavellotto), Eyob Faniel  (mezza maratona), Federico Cattaneo  (100 m), Yemaneberhan Crippa  (5000 m), Yohanes Chiappinelli  (3000 m siepi), Marco Fassinotti  (alto), Hannes Kirchler  (disco)
- Orano 2022: Andrea Federici  (4x100 m), Matteo Melluzzo  (4x100 m), Diego Pettorossi  (4x100 m), Roberto Rigali  (4x100 m), Diego Pettorossi  (200 m), Tobia Bocchi  (triplo), Pietro Pivotto  (4x400 m), Giuseppe Leonardi  (4x400 m), Lapo Bianciardi  (4x400 m), Matteo Raimondi  (4x400 m), Catalin Tecuceanu  (800 m), Ossama Meslek  (1500 m), Italo Quazzola  (5000 m), Giorgio Olivieri  (martello)

### Donne
- Tunisi 1967: Carla Panerai  (80 m ostacoli), Maria Vittoria Trio  (lungo), Donata Govoni  (100 m), Patrizia Seriau  (100 m),  Magalì Vettorazzo  (80 m ostacoli), Luciana Giampierati  (alto)
- Smirne 1971: Cecilia Molinari  (100 m), Roberta Grottini  (disco), Maddalena Grassano  (4x100 m), Laura Nappi  (4x100 m), Ileana Ongar  4x100 m), Cecilia Molinari (4x100 m), Donata Govoni  (400 m), Donata Govoni  (800 m), Paola Pigni  (1500 m), Ileana Ongar  (100 m ostacoli), Sara Simeoni  (alto), Maria Stella Masocco  (disco)
- Algeri 1975: Rita Bottiglieri  (100 m), Paola Pigni  (800 m), Paola Pigni  (1500 m), Sara Simeoni  (alto), Rita Bottiglieri  (400 m), Gabriella Dorio  (800 m), Gabriella Dorio  (1500 m), Ileana Ongar,  (100 m ostacoli), Renata Scaglia  (disco), Maura Gnecchi  (4x100 m), Cecilia Molinari  (4x100 m), Laura Nappi  (4x100 m), Ileana Ongar  (4x100 m)
- Spalato 1979: Marisa Masullo  (200 m), Gabriella Dorio  (800 m), Margherita Gargano  (1500 m), Sara Simeoni  (alto), Renata Scaglia  (disco), Marisa Masullo  (100 m), Agnese Possamai  (800 m), Gabriella Dorio  (1500 m), Donatella Bulfoni  (alto), Fausta Quintavalla  (giavellotto), Irma Galli  (4x100 m), Patrizia Lombardo  (4x100 m), Marisa Masullo  (4x100 m), Laura Miano  (4x100 m), Laura Miano  (100 m), Patrizia Lombardo  (100 m ostacoli), Cinzia Petrucci  (peso), Barbara Bachlechner  (pentathlon)
- Casablanca 1983: Agnese Possamai  (1500 m), Agnese Possamai  (3000 m), Cosetta Campana  (4x400 m), Giuseppina Cirulli  (4x400 m), Letizia Magenti  (4x400 m), Erica Rossi  (4x400 m), Marisa Masullo  (100 m), Erica Rossi  (400 m), Giuseppina Cirulli  (400 m ostacoli), Fausta Quintavalla  (giavellotto), Mary Busato  (4x100 m), Daniela Ferrian  (4x100 m), Marisa Masullo  (4x100 m), Gisella Trombin  (4x100 m), Marisa Masullo  (200 m), Cosetta Campana  (400 m), Antonella Capriotti  (lungo), Renata Scaglia  (disco), Esmeralda Pecchio  (heptathlon)
- Latakia 1987: Marisa Masullo  (200 m), Patrizia Lombardo  (100 m ostacoli), Antonella Capriotti  (lungo), Agnese Maffeis  (peso), Maria Marello  (disco), Cosetta Campana  (4x400 m), Giuseppina Cirulli  (4x400 m), Nevia Pistrino  (4x400 m), Erica Rossi  (4x400 m), Erica Rossi  (400 m), Agnese Possamai  (1500 m), Rosanna Munerotto  (3000 m), Carla Tuzzi  (100 m ostacoli), Lidia Rognini  (disco), Anna Rita Angotzi  (4x100 m), Annarita Balzani  (4x100 m), Daniela Ferrian  (4x100 m), Marisa Masullo  (4x100 m), Anna Rita Angotzi  (200 m), Cosetta Campana  (400 m), Irmgard Trojer  (400 m ostacoli), Stefania Friserio  (heptathlon)
- Atene 1991: Marisa Masullo  (200 m), Roberta Brunet  (3000 m), Agnese Maffeis  (disco), Nadia Dandolo  (3000 m), Irmgard Trojer  (400 m ostacoli), Valentina Uccheddu  (lungo), Agnese Maffeis  (disco), Marisa Masullo  (4x100 m), Donatella Dal Bianco  (4x100 m), Daniela Ferrian  (4x100 m), Rossella Tarolo  (4x100 m), Roberta Rabaioli  (4x400 m), Johanna Zuddas  (4x400 m), Barbara Martinelli  (4x400 m), Cosetta Campana  (4x400 m), Nadia Falvo  (800 m), Gabriella Dorio  (1500 m), Mara Rosolen  (peso)
- Linguadoca-Rossiglione 1993: Valentina Tauceri  (3000 m), Agnese Maffeis  (disco), Agnese Maffeis  (peso), Fabia Trabaldo  (800 m), Elisabetta Birolini  (4x100 m), Giuseppina Perlino  (4x100 m), Anna Rita Balzani  (4x100 m), Laura Ardissone  (4x100 m), Donatella Dal Bianco  (200 m), Francesca Carbone  (400 m)
- Bari 1997: Virna De Angeli  (400 m), Roberta Brunet  (5000 m), Antonella Bevilacqua  (alto), Mara Rosolen  (peso), Elisabetta Perrone  (10 km marcia), Carla Barbarino  (4x400 m), Francesca Cola  (4x400 m), Patrizia Spuri  (4x400 m), Francesca Carbone  (4x400 m), Silvia Sommaggio  (10000 m), Claudia Coslovich  (giavellotto), Gertrud Bacher  (heptathlon), Annarita Sidoti  (10 km marcia), Patrizia Spuri  (400 m), Carla Tuzzi,  (100 m ostacoli), Carla Barbarino  (400 m ostacoli), Antonella Capriotti  (triplo), Stefania Ferrante  (4x100 m), Annarita Luciano  (4x100 m), Giada Gallina  (4x100 m), Manuela Levorato  (4x100 m)
- Tunisi 2001: Assunta Legnante  (peso), Claudia Coslovich,  (giavellotto), Erica Alfridi  (20 km marcia), Manuela Levorato  (100 m), Monika Niederstätter  (400 m ostacoli), Elisabetta Perrone  (20 km marcia), Agnese Maffeis  (disco), Ester Balassini  (martello), Gertrud Bacher  (heptathlon), Anita Pistone  (4x100 m), Francesca Cola  (4x100 m), Manuela Grillo  (4x100 m), Danielle Perpoli  (4x100 m), Daniela Reina  (4x400 m), Fabiola Piroddi  (4x400 m), Francesca Carbone  (4x400 m), Danielle Perpoli  (4x400 m), Margaret Macchiut  (100 m ostacoli), Anna Visigalli  (alto), Silvia Favre  (lungo)
- Almeria 2005: Benedetta Ceccarelli  (100 m ostacoli), Fiona May  (lungo), Cristiana Checchi  (peso), Ester Balassini  (martello), Elisa Rigaudo  (20 km marcia), Rosaria Console  (mezza maratona), Laura Bordignon  (disco), Clarissa Claretti  (martello), Zahra Bani  (giavellotto), Silvia Weissteiner  (5000 m), Monika Niederstätter  (400 m ostacoli), Chiara Rosa  (peso), Elena Sordelli  (4x100 m), Daniela Bellanova  (4x100 m), Manuela Grillo  (4x100 m), Doris Tomasini  (4x100 m)
- Pescara 2009: Libania Grenot  (400 m), Elisa Cusma  (800 m), Elisa Cusma  (1500 m), Antonietta Di Martino  (alto), Tania Vicenzino  (lungo), Silvia Salis  (martello), Anna Incerti  (mezza maratona), Daniela Reina  (400 m), Elena Romagnolo  (5000 m), Assunta Legnante  (peso), Zahra Bani  (giavellotto), Clarissa Claretti  (martello), Anita Pistone  (4x100 m), Maria Aurora Salvagno  (4x100 m), Giulia Arcioni  (4x100 m), Vincenza Calì  (4x100 m), Rosaria Console  (mezza maratona), Vincenza Calì  (200 m), Silvia Weissteiner  (5000 m), Micol Cattaneo  (100 m ostacoli), Anna Giordano Bruno  (asta), Chiara Rosa  (peso)
- Mersin 2013: Ilenia Draisci  (100 m), Chiara Bazzoni  (400 m), Marzia Caravelli  (100 m ostacoli), Valeria Straneo  (mezza maratona), Eleonora Anna Giorgi  (marcia 20 km), Audrey Alloh  (4x100 m), Ilenia Draisci  (4x100 m), Jessica Paoletta  (4x100 m), Micol Cattaneo  (4x100 m), Maria Enrica Spacca  (4x400 m), Elena Maria Bonfanti  (4x400 m), Maria Benedicta Chigbolu  (4x100 m), Chiara Bazzoni  (4x100 m), Libania Grenot  (200 m), Maria Benedicta Chigbolu  (400 m), Silvia Weissteiner  (5000 m), Veronica Borsi  (100 m ostacoli), Elena Romagnolo  (5000 m), Manuela Gentili  (400 m ostacoli), Tania Vicenzino  (lungo), Silvia Salis  (martello)
- Tarragona 2018: Yadisleidy Pedroso  (400 m), Sara Dossena  (mezza maratona), Maria Benedicta Chigbolu  (4x400 m), Ayomide Folorunso  (4x400 m), Raphaela Lukudo  (4x400 m), Libania Grenot  (4x400 m), Gloria Hooper  (200 m), Libania Grenot  (400 m), Luminosa Bogliolo  (100 m ostacoli), Ayomide Folorunso  (400 m ostacoli), Ottavia Cestonaro  (triplo), Anna Bongiorni  (100 m), Maria Benedicta Chigbolu  (400 m), Gloria Hooper  (4x100 m), Irene Siragusa  (4x100 m), Anna Bongiorni  (4x100 m), Johanelis Herrera Abreu  (4x100 m)
- Orano 2022: Rebecca Sartori  (400 m ostacoli), Giovanna Epis  (mezza maratona), Irene Siragusa  (4x100 m), Gloria Hooper  (4x100 m), Aurora Berton  (4x100 m), Johanelis Herrera Abreu  (4x100 m), Anna Polinari  (4x400 m), Virginia Troiani  (4x400 m), Raphaela Lukudo  (4x400 m), Giancarla Trevisan  (4x400 m), Eloisa Coiro  (800 m), Federica Del Buono  (1500 m), Nicla Mosetti  (100 m ostacoli), Virginia Troiani  (400 m), Ludovica Cavalli  (1500 m), Marta Morara  (alto)